# The Trespasser
The Trespasser (bra Tudo por Amor) é um filme norte-americano de 1929, do gênero drama, escrito e dirigido por Edmund Goulding e estrelado por Gloria Swanson e Robert Ames.

## Notas de produção

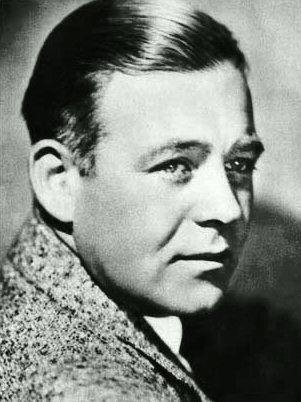
Robert Ames na década de 1920